# 都留郡
- 令制国一覧 > 東海道 > 甲斐国 > 都留郡
- 日本 > 中部地方 > 山梨県 > 都留郡

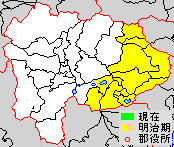
山梨県都留郡の範囲

都留郡（つるぐん）は、山梨県（甲斐国）にあった郡。

## 郡域
消滅時の郡域は、現在の北都留郡・大月市・上野原市・都留市・富士吉田市および南都留郡の一部（富士河口湖町のうち西湖以西を除く）にあたるが、行政区画として画定されたものではない。

## 概要
古代の律令制下で設置された甲斐四郡のひとつで、甲斐東部の郡内地方にあたる。1878年（明治11年）の郡区町村編制法で都留郡は北都留郡、南都留郡に分割され、1954年（昭和29年）には南都留郡の町村が合併して都留市が誕生し、郡名はこれらの行政地名に受け継がれている。

## 古代

### 都留郡の地理的特徴と「都留」地名の由来
律令制下において甲斐国には山梨郡、八代郡、巨麻郡（巨摩郡）、都留郡の4郡が設置されるが、甲府盆地の国中地方に位置する前3郡に対し、都留郡は甲斐東部の郡内地方に位置する。『和名類聚抄』（以下『和名抄』）では「豆留」と訓じられ、山梨・八代・巨麻に次いで最後に記載され、管郷は相模郷（左加无野）、古郡郷、福地郷（布久知）、多良郷（太波野）、加美郷、征茂郷、都留郷の7郷を記している（カッコ内は高山寺本での表記、また高山寺本では加美以下3郷を欠く）。
西を山梨・八代両郡に接し、東は相模国・武蔵国と接する。古代の人口ははじめ郡域東部に偏在しており、相模川（桂川）に沿って徐々に西部が開拓されていったと考えられていることから郡域西部には変動があり、また八代郡と接する西南部の富士北麓地域も富士山噴火の影響で郡境の未確定地域があった。相模川水系を通じて相模国と密接な関係にあり、相模との国境は平安時代に策定されるまで同様に変動があった。
郡域の大半が山地で、相模川やその支流域に小平野が分布する地理的特徴から旧石器・縄文時代の遺跡が数多く分布しており、早くから人々が定住していたものの、甲府盆地と比べて平野部に乏しいため弥生時代以降の遺跡は少ない。古墳時代には曽根丘陵を中心にヤマト王権の影響を受けた大型古墳が展開し、古代にも中央と関係を持った有力豪族が活動した国中地方に対し、郡域では相模川および支流域の小平野に中小規模の古墳や集落が分布する程度である。また、考古学的にも古墳時代から古代まで相模川を通じた相模国など関東地方の文化的影響が強いことが指摘されている。

### 都留郡の立郡と相模国との関係
甲斐四郡の正確な成立時期は不明だが、大化の改新以後には東国においても徐々に国郡編制が進められており、甲斐国では唯一確認される甲斐国造のほか各地を分割統治していた古墳時代以来の有力豪族が立郡に携わっていると考えられている。7世紀の天武朝には全国的な広域行政区画である七道制が定められた結果国郡制が完成し甲斐国は東海道に編入されるが、この頃には甲斐四郡もそれぞれ立郡されていたと考えられている。
文献史学における部民の分布や考古学的知見から、天武朝期に東海道へ編入された「甲斐」は国中地方のみを指し、都留郡域はこれまで相武国造の支配領域であったとする説が提唱されており、甲斐四郡の中でも官衙所在となった山梨・八代両郡と比べて、都留郡は渡来人勢力が立郡に関わっていると考えられている巨麻郡とともに特殊な立郡経緯が想定されている。
甲斐国の東海道編入に際しては東海道支路が設定され、駿河国横走駅から分岐して籠坂峠（加古坂）を経て都留郡域へ入り、御坂峠を経て山梨・八代郡域に想定されている甲斐国府へ至る甲斐国府へ至る官路（甲斐路、御坂路）が定められたが、都留郡はこの東海道支路の設定に伴い甲斐国へ編入された可能性が考えられている。

### 管郷と郡家
文献史料における初見は天平宝字5年（761年）12月23日付甲斐国司解『正倉院文書』で、『日本後紀』延暦16年（797年）3月2日条には甲相国境争論における国境策定で「都留郡□留村東辺砥沢」の地が国境に定められたと記されている。
管郷は相模川流域にかけて分布するが、甲相国境にあたる相模郷は『日本後紀』に見られる「□留村」「辺砥沢」の解釈を巡り郷域の比定に論争がある。江戸時代後期の地誌『甲斐国志』（以下『国志』）や萩原元克『甲斐名勝志』（以下『名勝志』）、また明治期に編纂された『日本地理志料』などは「□留村」を「鹿留（ししどめ）村」、「砥沢」を「戸沢」と解釈し、これらの地名を現在の都留市域に比定しており、郷域を山梨県上野原市秋山地区から道志村付近とし、この地域が延暦16年策定で相模国に編入され後に甲斐国に戻されたとしている。
また、明治期に編纂された地誌書『大日本地名辞書』では「□留村」を「都留村」と解釈し都留郷域に比定し、「砥沢」は相模国鮎川郡に属する相模郷域を神奈川県相模原市緑区名倉の「那倉沢」と解釈し市内藤野地区から相模湖地区にかけての地域を郷域とし、『和名抄』では旧籍に基づいて甲斐国の郡郷として収録されたとしている。
現在では後者の説が支持されており、文献史学では磯貝正義が都留郡の郡郷配置から相模郷は相模川本流域に比定されるのが妥当としており、考古学的にも藤野地区から相模湖地区にかけて奈良・平安遺跡が分布することから後者の説が支持されている。また、後者の説に関して八巻與志夫は「砥沢」を「といしざわ」と訓じ「といしざわ」が「どおし」に変化したとする解釈から、道志川を甲相国境とする説を提唱している。
郡家は甲斐四郡の代表郷にそれぞれ設置されたと考えられているが、都留郡では上野原市域に比定される古郡郷や都留郷がその地名から初期郡家が所在し、古郡郷から都留郷へ郡家が移転したと考えられている。古郡郷の郷域は『国志』以来甲相国境（上野原市上野原）、都留郷はその西に比定するのが通説となっており、もとは一つの郷であったのが分割されたとも考えられている。郡家を古郡・都留郷域に推定すると郡域において東辺に偏り東海道支路からも逸れることから異説もあり、『名勝志』『大日本地名辞書』などにおいて現在の都留市古河度を「古郡」の遺称地とする解釈から都留市域北部を郡家所在地とする説や、『綜合郷土研究』による大月市域西部を郡家所在地とする説もある。
考古学的には平安時代の集落遺跡である上野原市上野原の狐原古墳から「山」字を持つ焼きゴテが出土しており、古郡郷の中心集落であった可能性が指摘されているほか、群家推定地である大月市大月遺跡からも官衙建物群が検出されている。

### 式内社
『延喜式』神名帳に記される郡内の式内社。
| 神名帳 | 神名帳 | 神名帳 | 神名帳 | 比定社 | 比定社 | 比定社 | 集成 |
| 社名   | 読み   | 格     | 付記   | 社名   | 所在地 | 備考   | 集成 |
| ------ | ------ | ------ | ------ | ------ | ------ | ------ | ---- |
| 都留郡 |        |        |        |        |        |        |      |
|        |        |        |        |        |        |        |      |

## 中世以降
平安時代後期から鎌倉時代には国中三郡では多くの荘園が立荘され甲斐源氏が進出するが、郡域では笹子川一体の波加利荘（本性・新荘）や富士北麓の大原荘などの荘園が成立している。波加利荘は武蔵七党の横山党から分出した古郡氏の所領で、建暦3年（1213年）の和田合戦を経て本荘が武田信政、新荘が島津忠久に与えられ、南北朝時代まで武田・島津両氏が地頭として保持された。大原荘は加藤氏の所領で、国中地方と異なり都留郡は甲斐源氏以外の勢力が活動した地域として注目されている。
室町・戦国時代には国中では甲斐守護武田氏と国人勢力や他国の抗争が行われ、信虎期には武田氏による統一を迎える。郡域では相模川流域の中核地域を領した小山田氏のほか小菅氏や西原武田氏、加藤氏などの諸勢力が分布し、一部には武田氏の支配も及んだ。小山田氏は郡内の有力国人で、はじめは中津森館を本拠とした。信昌期から信虎期にかけての武田氏の抗争にも介入していたが、信虎期には和睦して武田氏に従属し、武田氏の武田城下町整備と並行して、郡内でも谷村に本拠を定め城下町整備を行っている。また、信虎期までは武田氏と駿河国の今川氏や相模国の後北条氏との抗争が続いたため、甲相国境にあたる都留郡では北条方との合戦が繰り広げられた。
武田氏滅亡後、甲斐国は徳川氏や豊臣系大名らが領し、江戸時代には徳川譜代大名が入府し国中では甲府藩が成立し、国中では引き続き甲府を中心とした支配が行われた。郡内においても谷村を中心とした支配が行われ、甲府藩の支藩として谷村藩が成立する。谷村藩は鳥居氏、秋元氏の支配を経て享保9年（1724年）には甲斐国一円が幕府直轄領化され、谷村藩はそれに先駆けて廃藩となる。以後、国中が甲府勤番による町方支配、三分代官による在方支配となるが、郡内は石和代官所の出張陣屋である谷村代官所が設置されて支配が行われた。
また、近世における甲斐国の産業は国中地方では農業と養蚕や煙草、果樹栽培などの農間余行を組み合わせた形態が発達するが、耕作可能地の少ない郡内では農業の依存度が低く、郡内織が全域で主要な生業となったほか、甲州街道沿いの駄賃稼ぎや山稼ぎ、吉田や河口では富士参詣者への御師職などが特徴的な生業となっている。天保7年（1836）には郡内を発端とする大規模な打ちこわしである天保騒動が発生し、これは国中へ乱入し一国規模の騒動となり、多大な社会的影響を与えた。

### 近代以降の沿革
所属町村の変遷は北都留郡#郡発足までの沿革、南都留郡#郡発足までの沿革をそれぞれ参照
- 「旧高旧領取調帳」の記載によると、明治初年時点では全域を石和代官所が管轄していた。（107村）
- 慶応4年
  - 9月4日（1868年10月19日） - 石和県の管轄となる。
  - 10月28日（1868年12月11日） - 甲斐府の管轄となる。
- 明治2年7月20日（1869年8月27日） - 甲斐府が甲府県に改称。
- 明治3年11月20日（1871年1月10日） - 甲府県が山梨県に改称。
- 明治4年（1871年）から明治8年（1875年）にかけて町村の再編が行われる。（39村）
- 明治11年（1878年）12月19日 - 郡区町村編制法の山梨県での施行により、大原村ほか18村の区域に北都留郡、谷村ほか21村の区域に南都留郡がそれぞれ行政区画として発足。同日都留郡消滅。